# Chapakot (Kaski)
Chapakot (Nepali चापाकोट) ist ein Dorf und ein Village Development Committee (VDC) im Distrikt Kaski der Verwaltungszone Gandaki in Zentral-Nepal.
Das VDC Chapakot liegt westlich vom Phewa-See in den südlichen Vorbergen des Annapurna Himal.

## Einwohner
Das VDC Chapakot hatte bei der Volkszählung 2011 2637 Einwohner (davon 1151 männlich) in 680 Haushalten.